# Mount Everest

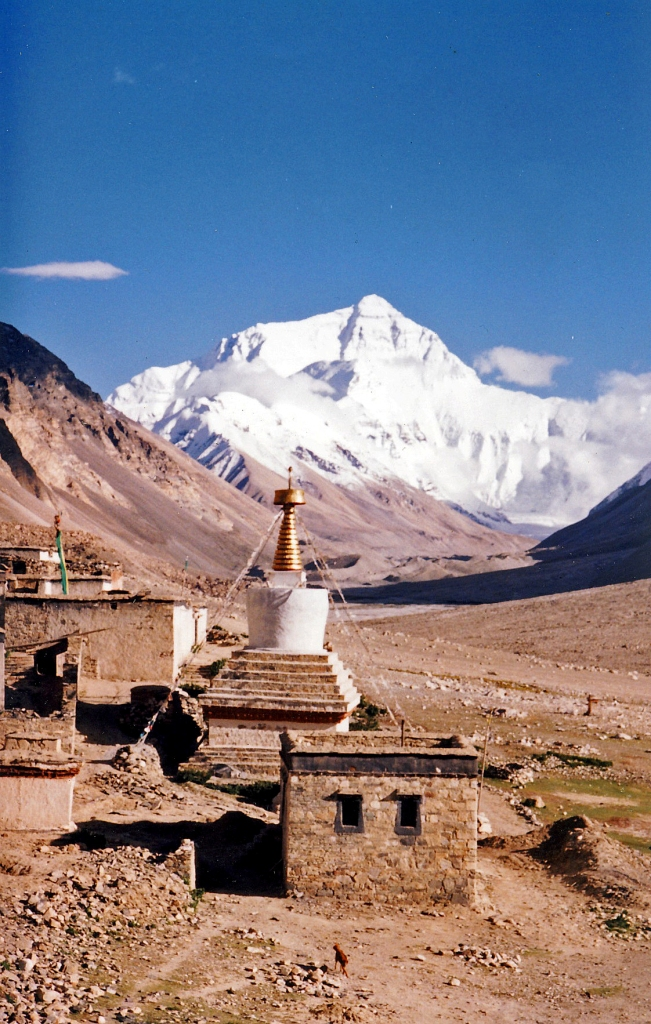
Mount Everest widziany z Rombok Gompa w Tybecie

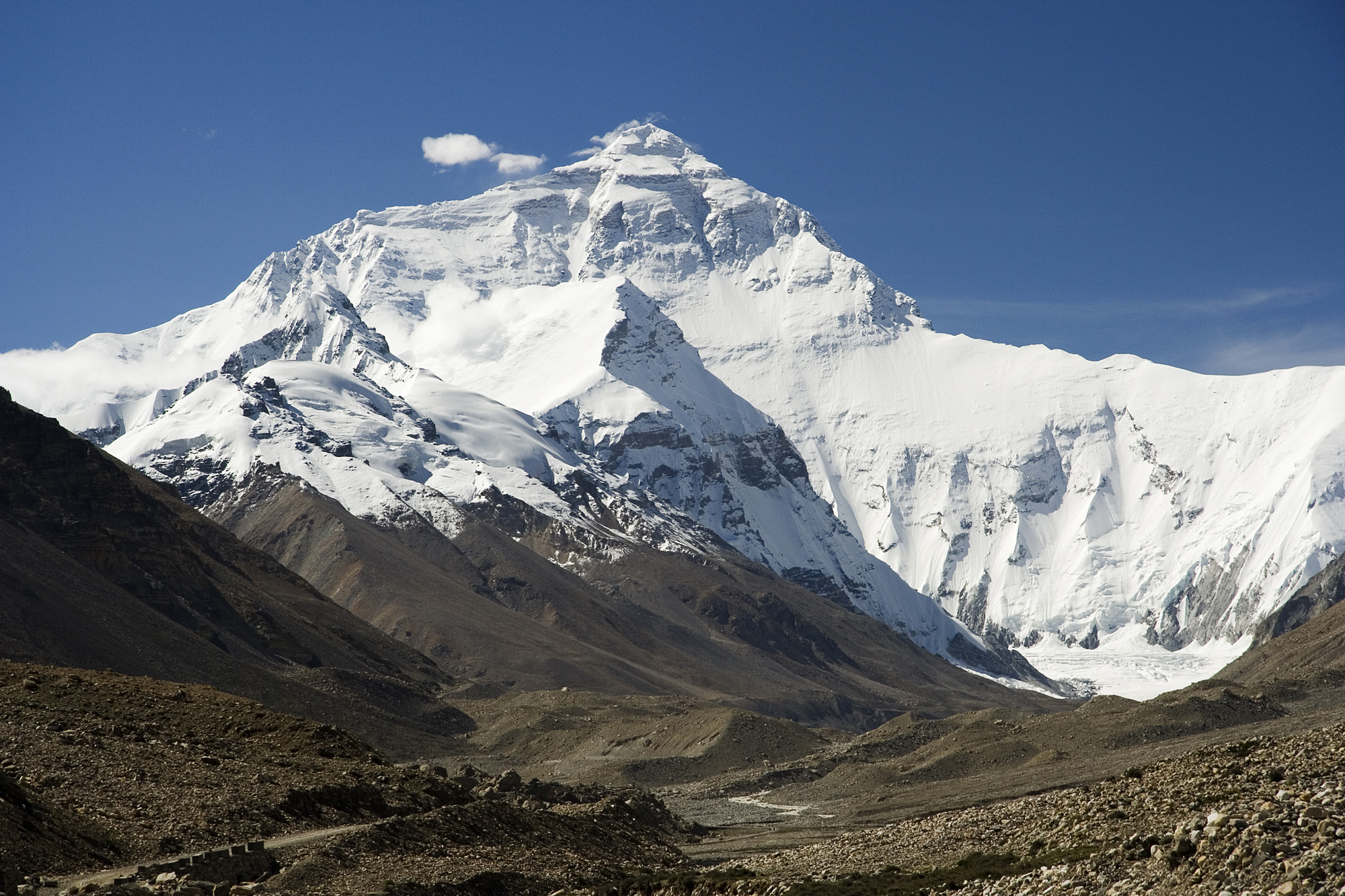
Ściana północna – widok z drogi do bazy

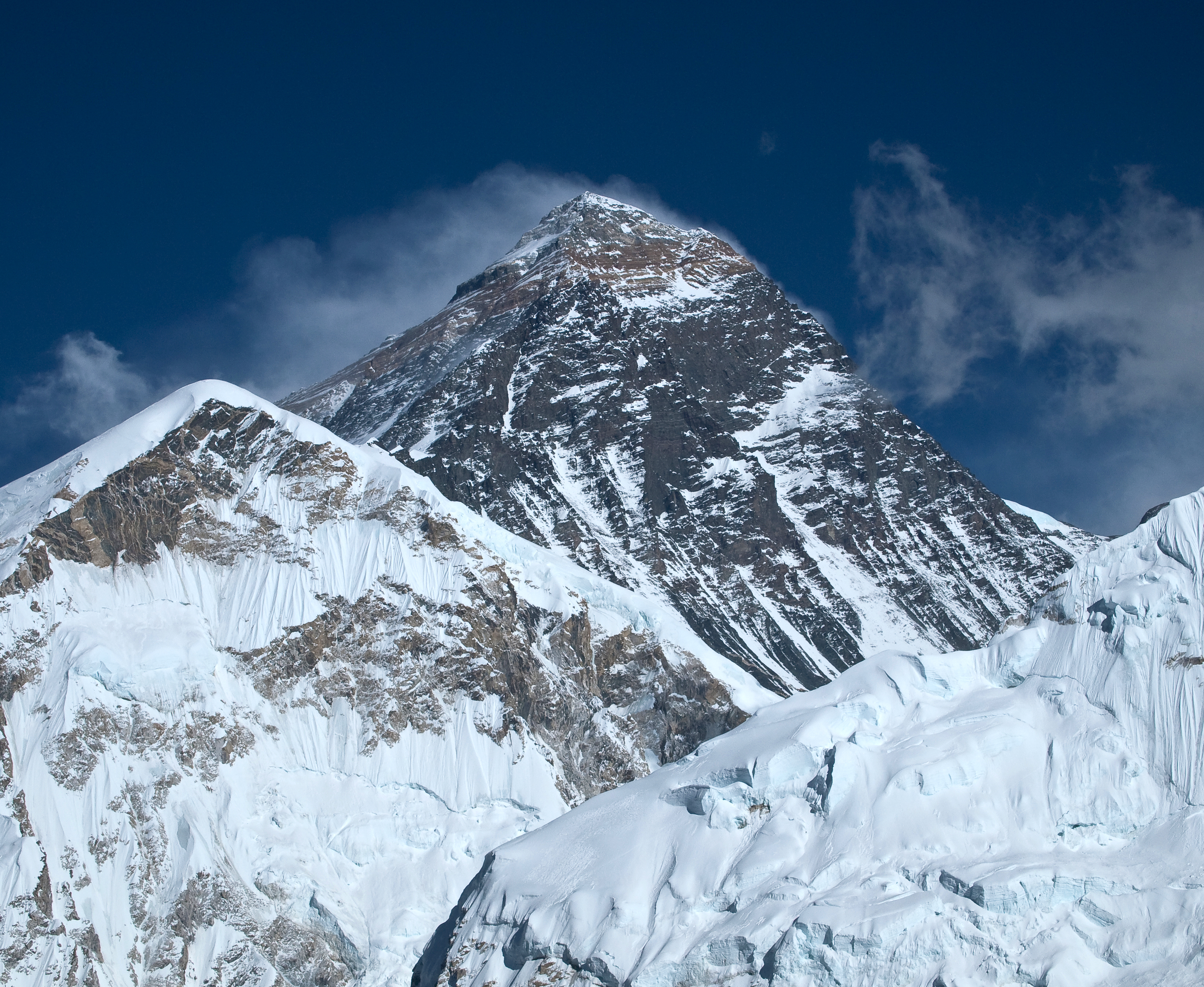
Everest z Kala Pattar

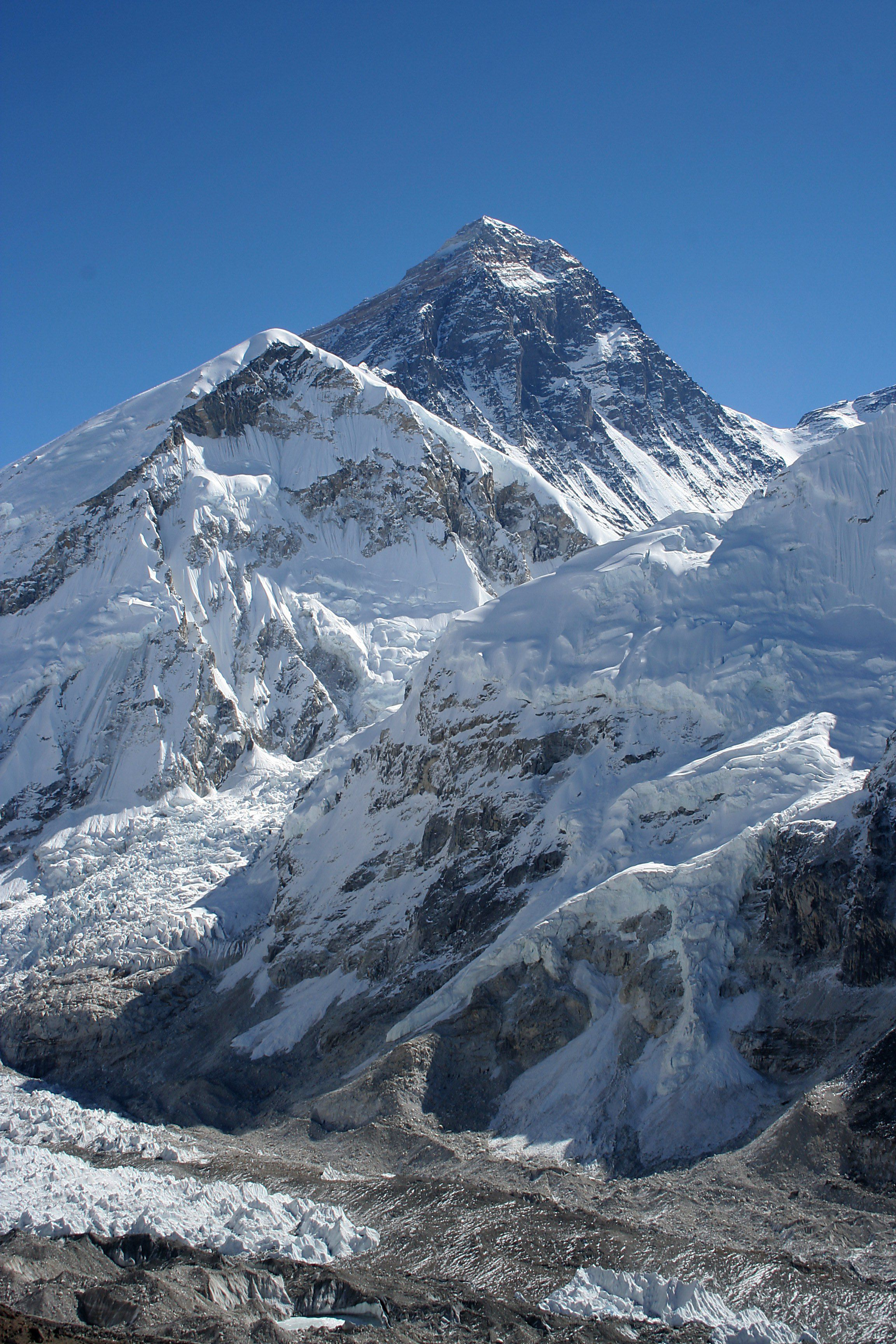
Everest z Kala Pattar

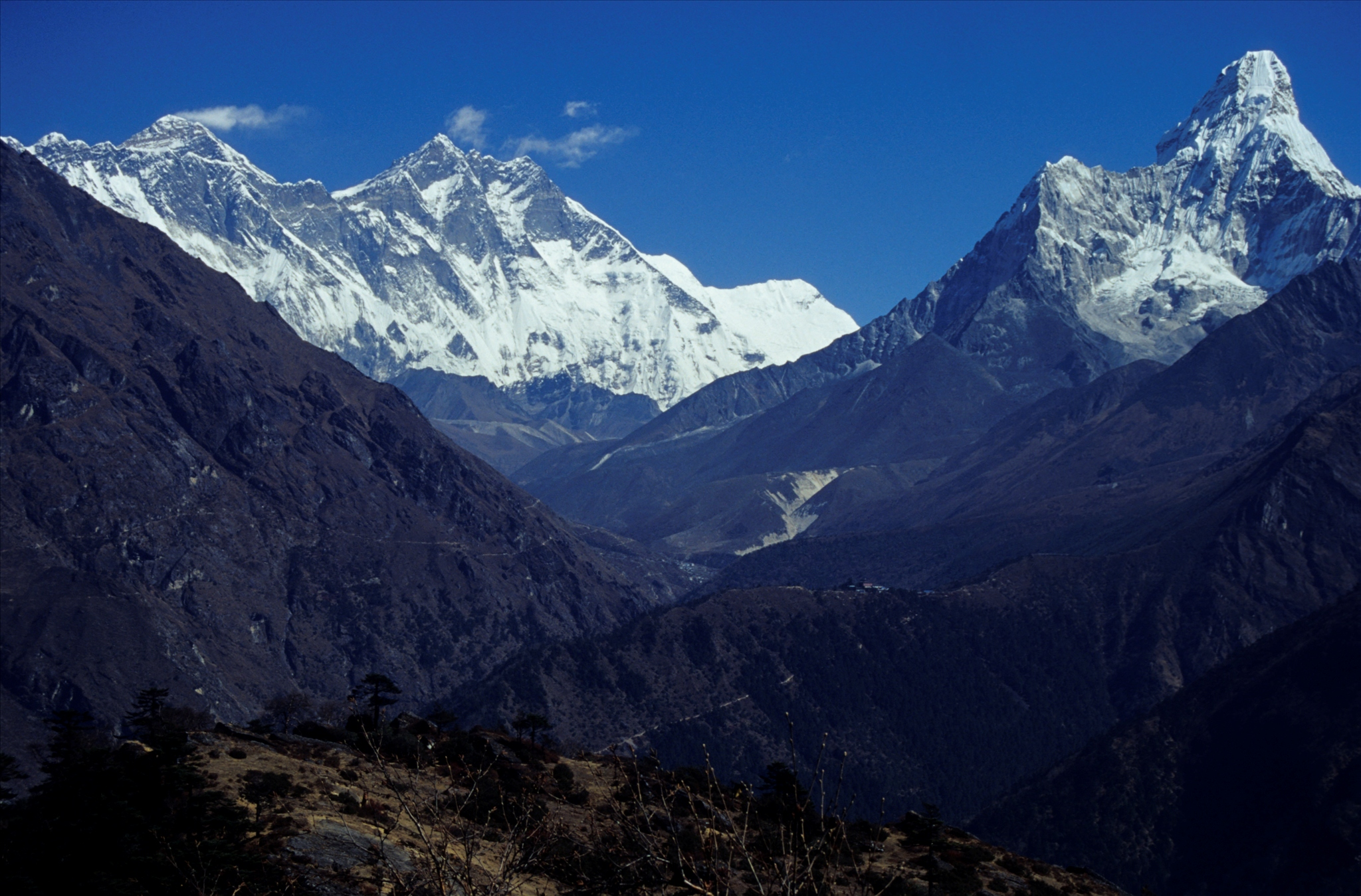
Everest i Ama Dablam

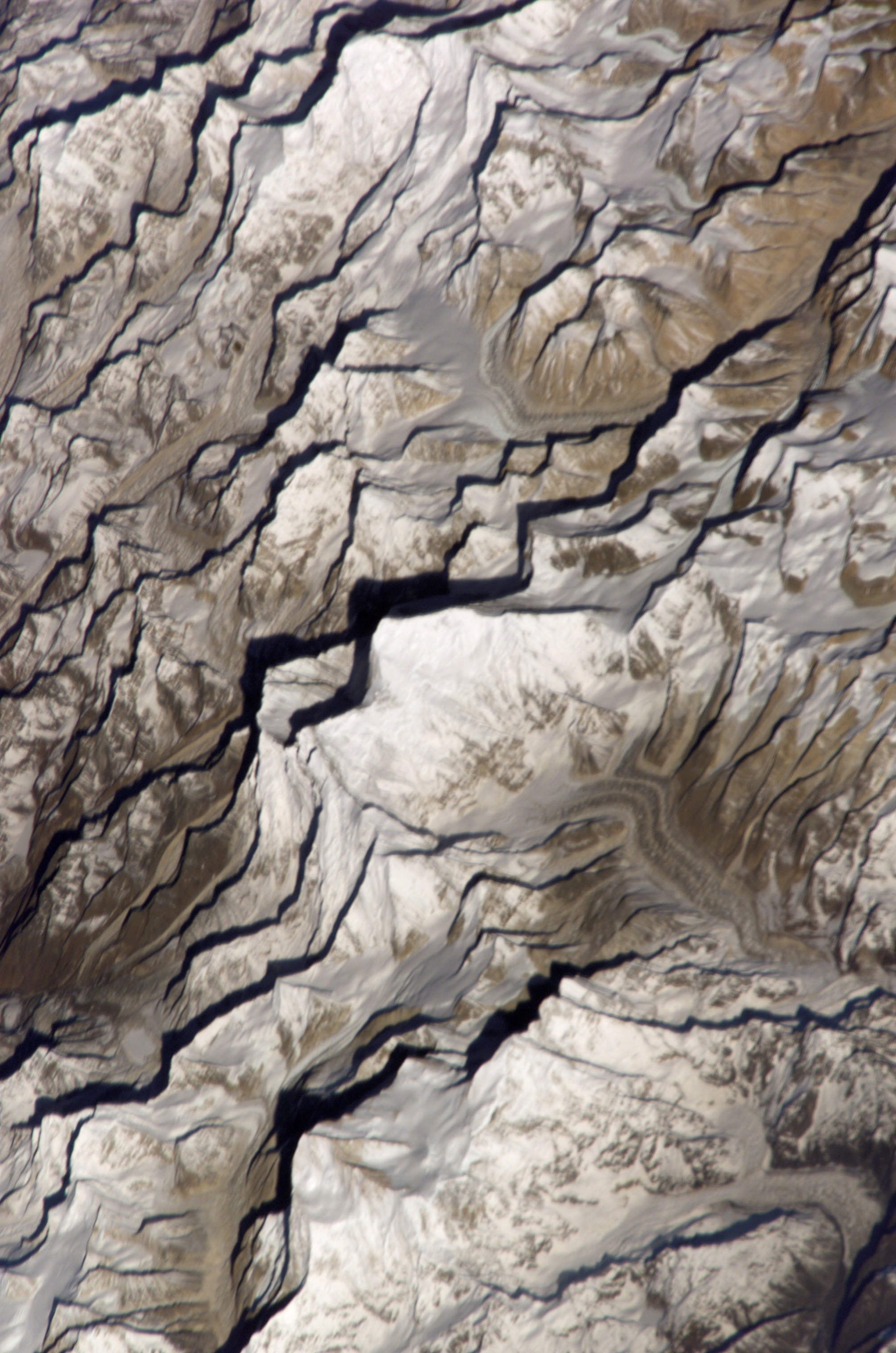
Mount Everest widziany z Międzynarodowej Stacji Kosmicznej

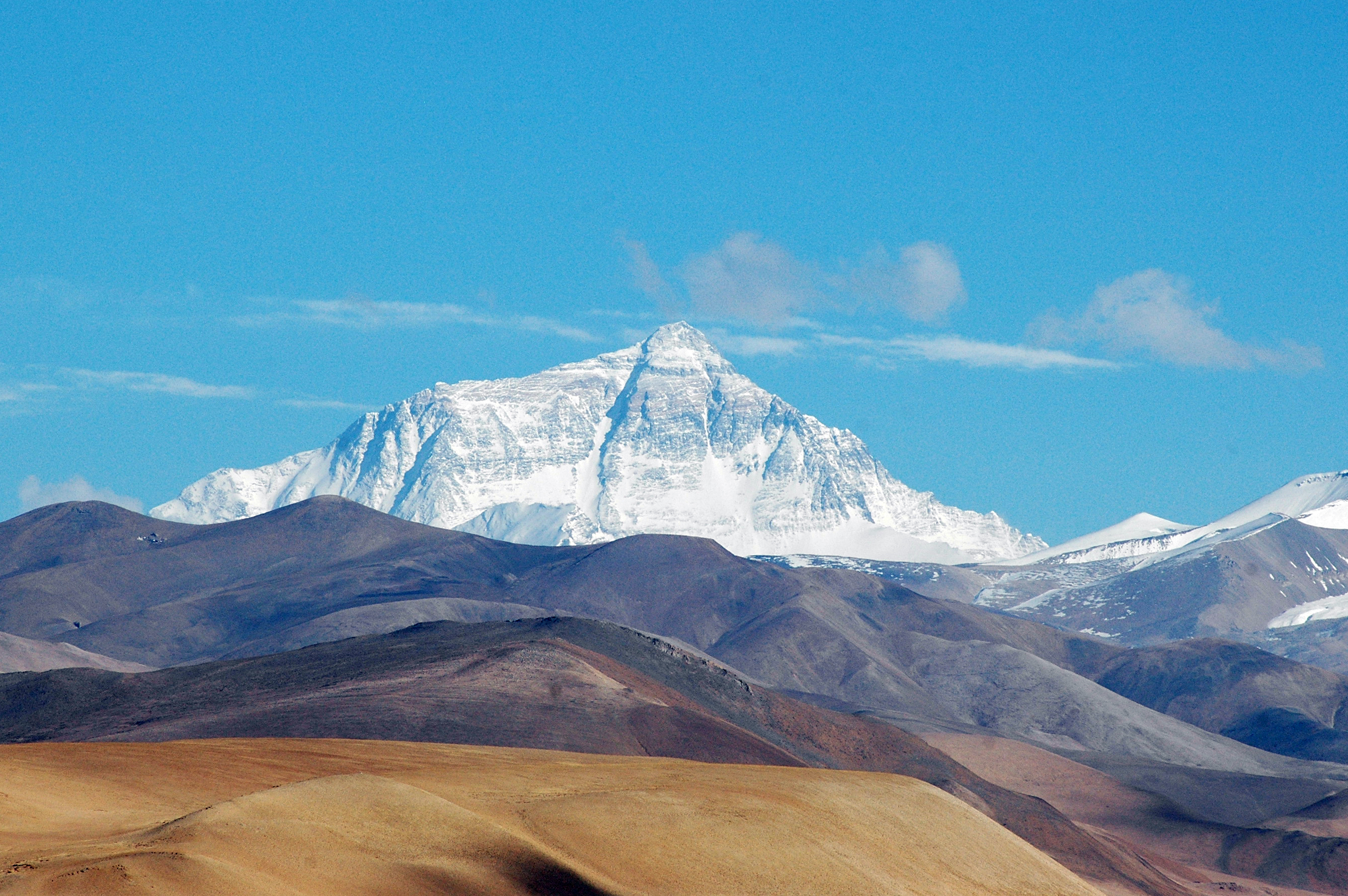
Widok na Mount Everest z Wyżyny Tybetańskiej

Mount Everest, Czomolungma (tyb. ཇོ་མོ་གླང་མ, ZWPY Qomolangma, Wylie Jo mo glang ma; nep. सगरमाथा, Sagarmāthā; chiń. upr. 珠穆朗玛峰; pinyin Zhūmùlǎngmǎ Fēng) – najwyższy szczyt Ziemi (8849 m n.p.m.[patrz niżej], podaje się też wysokość 8844 (pomiary chińskie) lub 8850 (pomiary amerykańskie)), ośmiotysięcznik położony w Himalajach Wysokich (Centralnych), na granicy Nepalu i Chińskiej Republiki Ludowej (Tybetu). Po chińskiej stronie objęty ochroną jako rezerwat biosfery pod nazwą Rezerwat Biosfery Czomolungmy.
Jest zbudowany z granitów, gnejsów oraz z wapieni i łupków. Tworzy potężny masyw podcięty z trzech stron lodowcami (najdłuższe Khumbu i Rongbuk – ok. 17 km). Wysokość szczytu względem podnóży góry wynosi około 3700 metrów. Ściany Mount Everestu mają około 3 kilometrów wysokości (ściana Kangshung ma wysokość 3350 metrów).
Przez miejscową ludność był uważany za siedzibę bogów. Po raz pierwszy zmierzony przez geodetów brytyjskich w połowie XIX wieku, po raz pierwszy zdobyty 29 maja 1953 roku przez Edmunda Hillary’ego i Tenzinga Norgaya.
Koszt pozwolenia wejścia (tzw. Permit) wynosi 11 000 USD, a cały koszt wyprawy (bez kosztów wynajęcia przewodnika) może wynieść 35 000 USD.

## Nazwa szczytu
Mount Everest do roku 1865 nosił nazwę Szczyt XV, nadaną przez Indyjską Służbę Topograficzną. W roku 1865 na cześć walijskiego geodety i kartografa sir George’a Everesta, który zainicjował prace nad mapą Indii, nadano szczytowi nazwę Mount Everest. Sam zainteresowany był przeciwny takiemu rozwiązaniu, postulując przyjęcie nazwy stosowanej przez miejscową ludność; wobec rozbieżności w tym zakresie (patrz niżej) zdecydowano się jednak nazwać górę od nazwiska George’a Everesta. Jakkolwiek egzonim ‘Mount Everest’ przyjął się powszechnie na świecie, jego wymowa uległa zmianie na rzecz jej uproszczenia. Nazwisko brytyjskiego geodety wymawiane jest [ˈiːvrɪst]. Wymowa drugiego członu nazwy góry, Mount Everest, dostosowała się do systemu fonologicznego danego języka, w języku polskim z wymową ‘v’ jako ‘w’ i akcentem na środkowej sylabie. W języku angielskim dla nazwy szczytu przyjęta jest wymowa [ˈev.ər.ɪst] dla angielszczyzny brytyjskiej i z krótszą głoską środkową [ˈev.ə.rɪst] dla amerykańskiej.
Po tybetańsku nosi nazwę Czomolungma (ཇོ་མོ་གླང་མ, Wylie: Jo mo glang ma, ZWPY: Qomolangma), czyli Bogini Matka Śniegu lub Bogini Matka Ziemia, po nepalsku Sagarmatha, czyli Czoło Nieba, zaś w języku chińskim 珠穆朗玛峰 Zhūmùlǎngmǎ Fēng.

## Wysokość szczytu
W 1849 dokonano pierwszego pomiaru przy pomocy teodolitu z odległości około 150 km od szczytu. Po dokonaniu obliczeń w 1852 stwierdzono, że Peak XV (jak wówczas określano szczyt) jest najwyższy z dotychczas zmierzonych. W 1856 Królewskie Towarzystwo Geograficzne ogłosiło, że Peak XV wznosi się na wysokość 29 002 stóp, czyli 8840 m n.p.m.. W 1906 r. Sidney Burrard, opierając się na najnowszych informacjach dotyczących refrakcji promieni świetlnych, odchylenia pionu i kształtu geoidy, przeliczył stare pomiary i otrzymał wysokość 8882 m ponad sferoidę (8860 m n.p.m.). W 1922 r. Hunter de Graaf uzyskał wynik 8885 m nad sferoidą (8863 m n.p.m.). Wyników tych nie zgłoszono oficjalnie.
Dopiero otwarcie granic Nepalu w 1949 r. pozwoliło geodetom z Survey of India dokonać nowych pomiarów geodezyjnych z punktów położonych wyżej i znacznie bliżej szczytu. W 1955 r. ustalono jego wysokość na 8848 m n.p.m. Oficjalnie w nowych atlasach jest podawana wysokość 8850 m n.p.m. ogłoszona w 1988 r., która została ustalona przez pomiar satelitarny z użyciem systemu GPS, przez Bradforda Washburna, który wykorzystał do tego celu urządzenie GPS wniesione na szczyt przez amerykańską wyprawę wspinaczkową. Wynik ten jednak został zakwestionowany w 1992 r., kiedy niemiecka wyprawa wspinaczkowa umieściła na szczycie specjalny pryzmat służący do wykonania pomiaru laserowego, który dał wynik 8846 m n.p.m.
Pomiary dokonane przez Chińczyków w maju 2005 roku pozwoliły ustalić 9 października 2005 roku wysokość Mount Everestu na 8844,43 (z dokładnością do 0,21 m) m n.p.m. Wynik ten jest zdaniem Chińczyków wolny od błędu związanego z obecnością pokrywy śnieżnej na wierzchołku i dotyczy czystej skały. Chińczycy oszacowali wysokość powierzchni skały na podstawie dość kontrowersyjnego pomiaru grubości warstwy lodowej występującej na szczycie góry. Warto jednak zauważyć, że skała pod lodem ulega stopniowemu ścieraniu – stąd wysokość powierzchni skały również może się zmieniać z czasem.
Nepalczycy nie uznawali chińskich pomiarów i ciągle podawali wartość 8848. W 2010 Chińczycy i Nepalczycy uzgodnili, że będą podawać w atlasach dwie wysokości: 8848 m n.p.m. z czapą lodową i 8844 m n.p.m. bez czapy.
8 grudnia 2020 r. władze obu krajów podały, iż w wyniku oficjalnych pomiarów dokonanych przez ich ekspertów wysokość szczytu została ustalona na 8848,86 m n.p.m..

## Termin wejścia
Termin organizacji wypraw uwarunkowany jest pogodą, na którą główny wpływ ma monsun wiejący latem znad Zatoki Bengalskiej. Dlatego wyprawy na szczyt organizowane są wiosną i jesienią czyli przed i po monsunie.

## Drogi wejściowe
- Droga pierwszych zdobywców, obecna droga normalna – wejście od strony Nepalu granią południowo-wschodnią. Baza główna znajduje się na lodowcu Khumbu na wysokości 5300–5400 m n.p.m. Następnie należy pokonać lodospad Khumbu, Kocioł Zachodni, Żółtą Wstęgę (są to strome skały z kruchego wapienia na zachodniej ścianie Lhotse na wysokości 7550–7600 m). W 2009 roku Willie Benegas i Adrian Ballinger, korzystając z wiertarki nawiercili otwory pod sześć 10 cm spitów, mocując na nich dwie linie poręczówek (jedną dla ruchu w górę, drugą dla zejścia). Następnie Żebro Genewczyków (eksponowany filar z czarnego łupka, 7800 m), Przełęcz Południową (7906 m), Balkon (8400 m), Wierzchołek Południowy (8751 m n.p.m.), Uskok Hilary’ego (8790-8800) m. Na drodze tej w roku 1998 Kazi Sherpa ustanowił rekord w szybkości wejścia z bazy głównej na szczyt, bez wspomagania tlenem z butli – 20 godzin 24 minuty[potrzebny przypis].

## Historia podboju
Jako początek długiej historii podboju Mount Everestu można przyjąć rok 1904, w którym Francis Younghusband otrzymał od dalajlamy zgodę na pierwszą brytyjską wyprawę w Himalaje. W 1913 kapitan John B.C. Noel w przebraniu mnicha buddyjskiego przemierzył Tybet, badając możliwości dotarcia pod Mount Everest. Doszedł on na odległość ok. 65 km od szczytu, został jednak zdemaskowany i musiał opuścić płaskowyż. Był jednak pierwszym Europejczykiem, który ujrzał najwyższą górę świata od północy.
Krótko przed I wojną światową wyprawę na Mount Everest projektował major C.G. Rawling z Survey of India. Nie był on alpinistą, jednak posiadał duże doświadczenie himalajskie zdobyte w czasie prac kartograficznych w terenie. Plany te przekreślił wybuch wojny, w czasie której poległ.
- W 1921 wyruszyła pierwsza wyprawa brytyjska w składzie: Charles Kenneth Howard-Bury (kierownik), George Leigh Mallory, Guy Henry Bullock, Alexander Wollaston, Harold Raeburn, Alexander Mitchell Kellas (umarł podczas wyprawy na atak serca), Alexander Heron, Edward Wheeler, Henry T. Morshead. Wyprawa badała potencjalne drogi wejścia na szczyt, w jej trakcie zdobyto liczącą 6990 m n.p.m. Chang La
- 1922 – ruszyła druga wyprawa brytyjska w składzie: Charles Granville Bruce (kierownik), George Mallory, George I. Finch, Thomas G. Longstaff, Strutt, Crawford, H.T. Morshead, Geoffrey Bruce, J.B. Noel, Wakefield, T.M. Somervell, Morris, E.F. Norton, Tejbir Bura, Dasno oraz dziewięciu lokalnych tragarzy-pomocników. Siedmiu Szerpów zginęło w lawinie. Osiągnięto wysokość 8326 m n.p.m.
- 1924 – trzecia wyprawa brytyjska – Charles Granville Bruce (kierownik), Edward Felix Norton, George Mallory, H. Somervell, Noel E. Odell, Andrew Comyn Irvine, Beetham, Hazard, G. Bruce, Narbu Jishee, Lhakpa Chedi, Hingston (lekarz), J. Noel (dokumentacja). Generał Charles Bruce zachorował na malarię – kierownictwo przejął E.F. Norton. Baza w dolinie Rongbuk. W ataku szczytowym zginęli George Mallory, Andrew Irvine oraz dwaj Szerpowie. Wyprawa dotarła najprawdopodobniej do wysokości około 8600 m
  - W maju 1999 roku amerykański himalaista Conrad Anker odnalazł na wysokości 8230 m n.p.m. ekwipunek i zwłoki George’a Mallory’ego. Nie znaleziono stuprocentowych dowodów na potwierdzenie hipotezy, iż on i Irvine byli pierwszymi zdobywcami i zginęli przy zejściu z wierzchołka, choć są liczne przesłanki ją potwierdzające. W kieszeni George’a znaleziono okulary przeciwsłoneczne co świadczy o tym, że schodzili w nocy. Ponieważ byli ostatni raz widziani o 12:50 przez Odella, prawdopodobnie między 2 a 3 stopniem grani NE Everestu na wysokości ok. 8600 m n.p.m., możliwe jest, że weszli na szczyt około 17 i schodząc w nocy zginęli. Przy ciele Mallory’ego nie znaleziono zdjęcia jego żony, które obiecał zostawić na szczycie[20].
- 1933 – kolejna wyprawa brytyjska – Hugh Ruttledge (kierownik), Wyn Harris, Wager, 12 tragarzy, Norton, Frank S. Smythe, Eric E. Shipton. Osiągnięto 8572 m
- 1935 – wyprawa brytyjska – Eric E. Shipton (kierownik)
- 1936 – wyprawa brytyjska – Hugh Ruttledge (kierownik)
- 1938 – wyprawa brytyjska – Harold W. Tilman (kierownik), osiągnięto wysokość 8326 m
- 1947 – Kanadyjczyk Earl L. Denman i dwóch Szerpów osiągnęli Chang La
- 1949 – Nepal otworzył granice dla zagranicznych wspinaczy
- 1950 – wyprawa brytyjsko-amerykańska pod kierownictwem Erica E. Shiptona pokonała Ice Fall (Lodospad Khumbu)
- 1951 – Duńczyk Klaus Bekker-Larsen i czterech Szerpów dotarli na Chang La
- 1952 – wyprawa szwajcarska – Edouard Wyss-Dunant (kierownik), Raymond Lambert i Szerpa Tenzing Norgay drogą od południa (z lodowca Khumbu) weszli na 8560 m
- 1952 – druga wyprawa szwajcarska – Gabriel Chevalley (kierownik), zginął Mingma Dorje. Osiągnięto 8100 m
- 1953 – wyprawa brytyjska prowadzona od strony Nepalu – John Hunt (kierownik), Nowozelandczyk Edmund Percival Hillary, Thomas Duncan Bourdillon, Charles R. Evans, Tenzing Norgay – Szerpa z Dardżylingu oraz 26 innych Szerpów. 29 maja 1953 Hillary i Tenzing stanęli na szczycie Everestu
- 1965 – Nawang Gombu, Szerpa, jako pierwszy wspinacz na świecie powtórnie zdobył szczyt Everestu (wejścia nr 11 i 17)[21].
- 1974 – szczyt nie został zdobyty
- 16 maja 1975 – pierwsze wejście kobiece – Junko Tabei z Japonii od południowego wschodu czyli od strony nepalskiej
- 27 maja 1975 – drugie wejście kobiece – Tybetanka Phantog od strony północnej czyli od strony tybetańskiej (chińskiej)
- 8 maja 1978 – pierwsze wejście bez wspomagania tlenem z butli (Reinhold Messner i Peter Habeler)
- 16 października 1978 – jako pierwsza Europejka i pierwsza osoba z Polski na szczycie Everestu – Wanda Rutkiewicz (trzecie wejście kobiece)
- 17 lutego 1980 – polska wyprawa dokonuje pierwszego wejścia zimowego na szczyt Everestu (także pierwszy ośmiotysięcznik zdobyty zimą) – Leszek Cichy i Krzysztof Wielicki, kierownik wyprawy: Andrzej Zawada
- 19 maja 1980 – Andrzej Czok i Jerzy Kukuczka wytyczyli nową drogę południowym filarem
- 7 października 2000 – Davorin Karnicar jako pierwszy człowiek zjechał z Mount Everestu na nartach (od szczytu do bazy), jednak podczas wejścia jak i zjazdu korzystał ze wspomagania tlenem z butli[22][23].
- 2005 – pierwsze lądowanie na wierzchołku Everestu helikopterem Eurocopter AS 350 B3
- 2008 – na szczyt dotarł Min Bahadur Sherchan, zostając najstarszym z dotychczasowych zdobywców (wejścia dokonał w wieku 76 lat)[24].
- 2013 – 23 maja szczyt zdobył Yūichirō Miura, zostając najstarszym zdobywcą szczytu (w wieku 80 lat)[25]

W latach 1953–1969 na szczycie stanęło 21 wspinaczy. W latach siedemdziesiątych – ponad osiemdziesięciu, w latach osiemdziesiątych – prawie dwustu, w ostatniej dekadzie XX wieku – niemal tysiąc.
Według danych ze stycznia 1997 w sumie 391 ekspedycji próbowało wejścia na szczyt. 167 z nich osiągnęło wierzchołek. Sukcesem wspinaczkowym zakończyło się 56% spośród 214 ekspedycji wyruszających od strony Nepalu oraz tylko 26% spośród 176 wypraw atakujących górę od strony Tybetu. Do stycznia 1997 wierzchołek zdobyło 676 osób, w tym czasie zginęło 148 wspinaczy, w tym 50 Nepalczyków. Do końca roku 2008 około 3600 wspinaczy stanęło na szczycie, liczba ofiar sięga 210.
Tylko 19 maja 2012 roku 234 himalaistów stanęło na szczycie Everestu. Rekord ten umieszczono w Księdze Rekordów Guinnessa jako bezprecedensowy.
Obecnie każdego roku w czasie zdobywania najwyższej góry świata ginie średnio sześć osób. Według danych z początku 2024 r. od roku 1921, od kiedy prowadzone są zapisy, przy próbie wejścia na Mount Everest zginęło ponad 330 osób. Ciała ponad 200 z nich nie zostały sprowadzone celem pochówku. Najprawdopodobniej pozostaną w dotychczasowym miejscu już na zawsze.
Komercyjni turyści płacą obecnie nawet 50-130 tys. dol., aby zrealizować swoje marzenie wejścia na Mount Everest. Ze względu na bardzo duże zainteresowanie wyprawami na szczyt, rząd Nepalu planuje założenie sezonowego biura z lekarzami, meteorologami i dodatkowym personelem w bazie głównej u podnóża góry.

## Wypadki
- 10 maja 1996 seria błędów kierowników dwóch komercyjnych wypraw oraz burza śnieżna spowodowały śmierć ośmiu osób (w tym obu kierowników: Rob Hall i Scott Fischer)[27].
- 27 maja 1989 w lawinie zginęli polscy himalaiści: Mirosław Dąsal, Mirosław Gardzielewski, Zygmunt Andrzej Heinrich i Wacław Otręba, a Eugeniusz Chrobak zmarł dzień później wskutek odniesionych obrażeń. Jedynym ocalałym był Andrzej Marciniak[28].
- 18 kwietnia 2014 lawina zabiła 16 nepalskich Szerpów przygotowujących trasę przez lodospad[29].
- 25 kwietnia 2015 trzęsienie ziemi o sile 7,9 w skali Richtera spowodowało oberwanie się seraka na przełęczy pomiędzy Pumori i Lingtren. Doprowadziło to do powstania lawiny śnieżno-lodowo-kamiennej, która zeszła na bazę główną pod Everestem zabijając 19 osób i raniąc 61. Dwa dni później kolejna lawina zabiła trzech Szerpów naprawiających drogę przez lodospad Khumbu[30].

## Inspiracje
Przed 1925 Antoni Bogusławski napisał wiersz pt. Ewerest, opiewający niezdobytą wówczas górę.